# 乌木柿
乌木柿是柿树属的一种植物，也叫印度乌木，原产印度、斯里兰卡。其果实可食用，叶子用来卷烟，木材用于制作器具。